# Приам (сын Полита)
Приам (лат. Priamus) — персонаж поэмы Публия Вергилия Марона «Энеида». Сын троянского царевича Полита и внук царя Приама. В поэме изображен как товарищ Аскания и предок древних италийцев.

## Приам в «Энеиде»

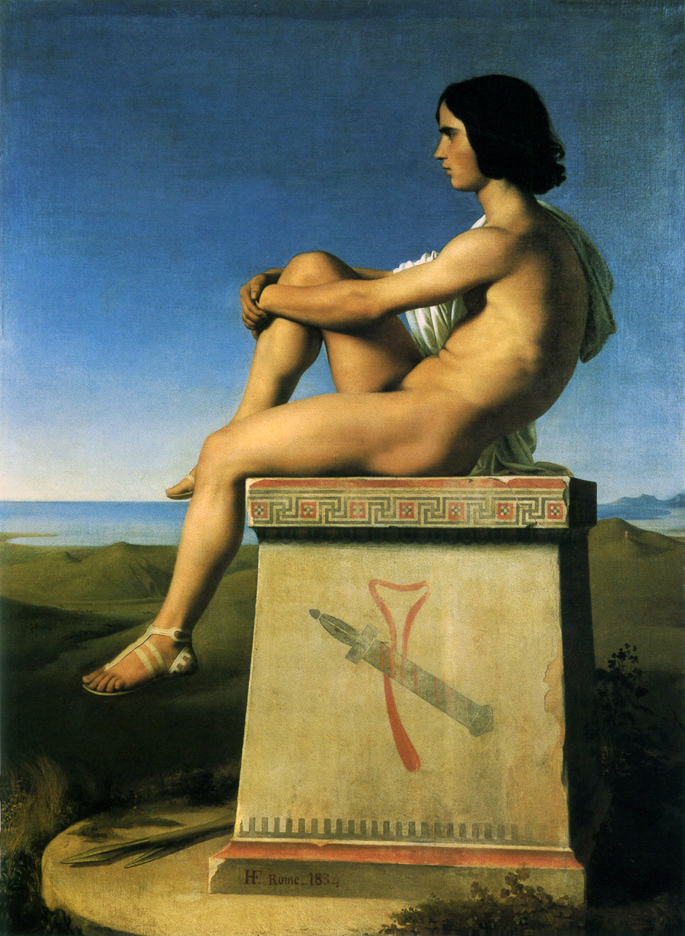
Ипполит Фландрен. Полит, сын Приама, наблюдает за движением греков в Трою. 1834 год

Приам принадлежал к троянскому царскому роду и был сыном царевича Полита, сына Приама-старшего и Гекубы. Полит был участником Троянской войны и был убит Неоптолемом, сыном Ахилла. Приаму-младшему удалось пережить падение Трои и присоединиться к изгнанникам во главе с Энеем.
Приам упоминается в поэме только один раз, во время повествования, в пятой главе, о Троянских играх — соревновании подростков-всадников. Все троянские юноши на играх носили золотые украшения — венец на голове и торквес на шее, вооружены они были двумя окованными железом копьями. Приам изображён вожаком первой турмы, верхом на двухмастном фракийском коне, другие отряды возглавили Атис и Асканий. Приам назван товарищем Аскания и предком италийских народов.

## Оценки учёных
Исследовательница Анна Роджерсон указывала, что юноши (лат. parvus) Атий и Приам нужны Вергилию, чтобы показать связь между героями Троянского цикла и римлянами, считавшими себя их потомками. На эту их роль указывает эпизод, когда, во время приветствия всадников, троянцы заметили у юношей черты лица их предков. Как и их товарищ Асканий, троянские юноши становятся предками римских и итальянских родов, таким образом связывая Трою с Италией и становясь символом смешанного происхождения самих римлян.
Однако по мнению исследовательницы Эмили Говерс, Приам является символом разрыва поколений в «Энеиде». Хотя Вергилий и подчёркивает, что юноша носит имя деда, Приам не становится новым главой троянского народа и не получает царскую власть. При описании падения Трои, Вергилий, во второй главе, упоминает нескольких детей, внука жреца Панфа, Астианакта и Аскания, но пропускает Приама. Исследователь удивляется, почему автор не написал, что Эней вывел из города Приама, вместе с Асканием. В отличие от Атия, которого Вергилий называет предком плебейского рода Атиев, и Аскания, будущее которого поэт не раскрывает, Приам должен «итальянцев умножить». Из-за своей принадлежности к троянскому царскому роду, Приам является конкурентом за власть для потомка Энея и отправляется автором в «глушь», без указания его судьбы. Антиковед Питер Агрелл считал, что Вергилий сделал это намеренно, Эмели Говерс отмечала, что это противоречит лейтмотиву поэмы, что только римляне являются потомками троянского наследия. Исследовательница сравнивала замалчивание младшего Приама с фрагментом из поэмы Марка Аннея Лукана «Фарсалия», когда Юлий Цезарь навещает Трою. Там поэт также умалчивает представителей других ветвей троянского царского рода, возвеличивая только потомков Ассарака.